# Mythe d'Etana

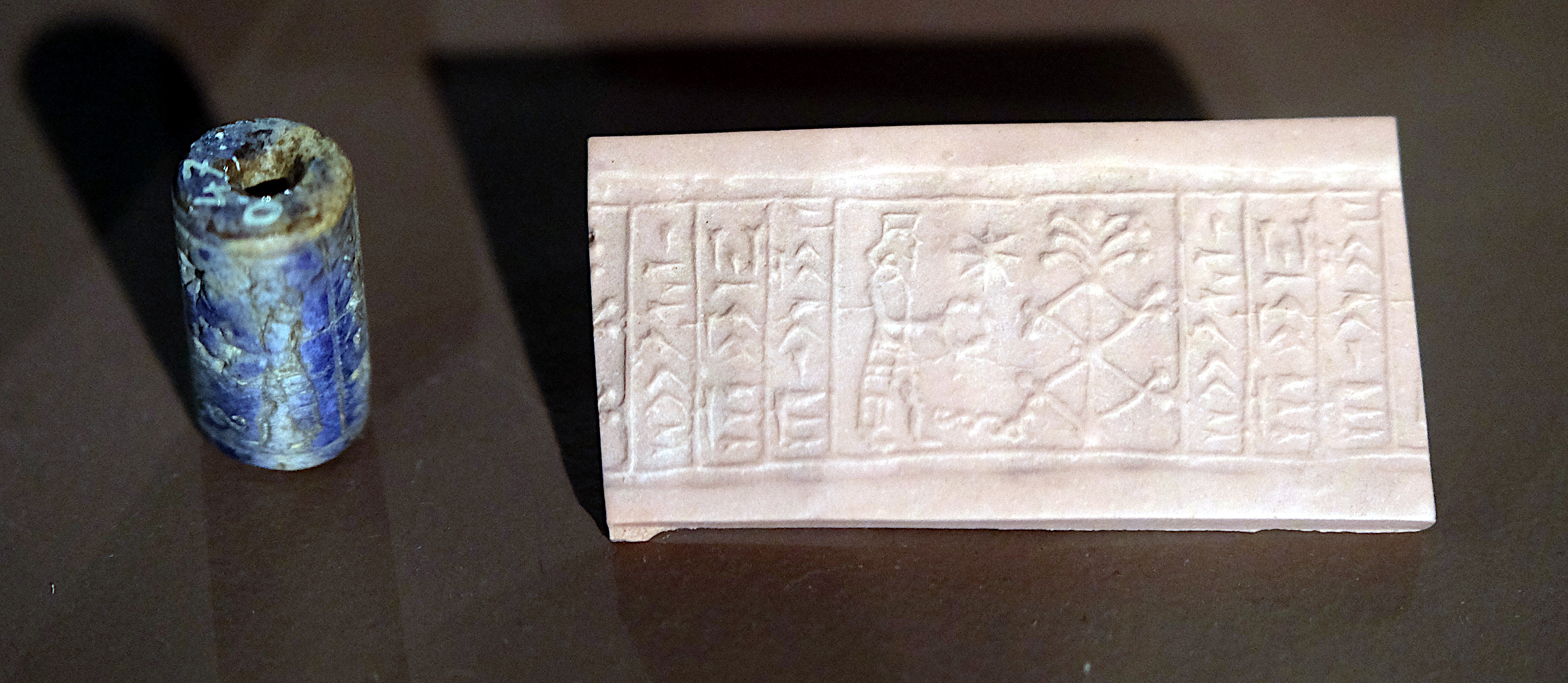
Sceau-cylindre avec la représentation du Mythe d'Etana. Origine inconnue, Période des dynasties archaïques (-2900 - -2340) - Quartz - Musées royaux d'Art et d'Histoire de Bruxelles - MRAH O 45.

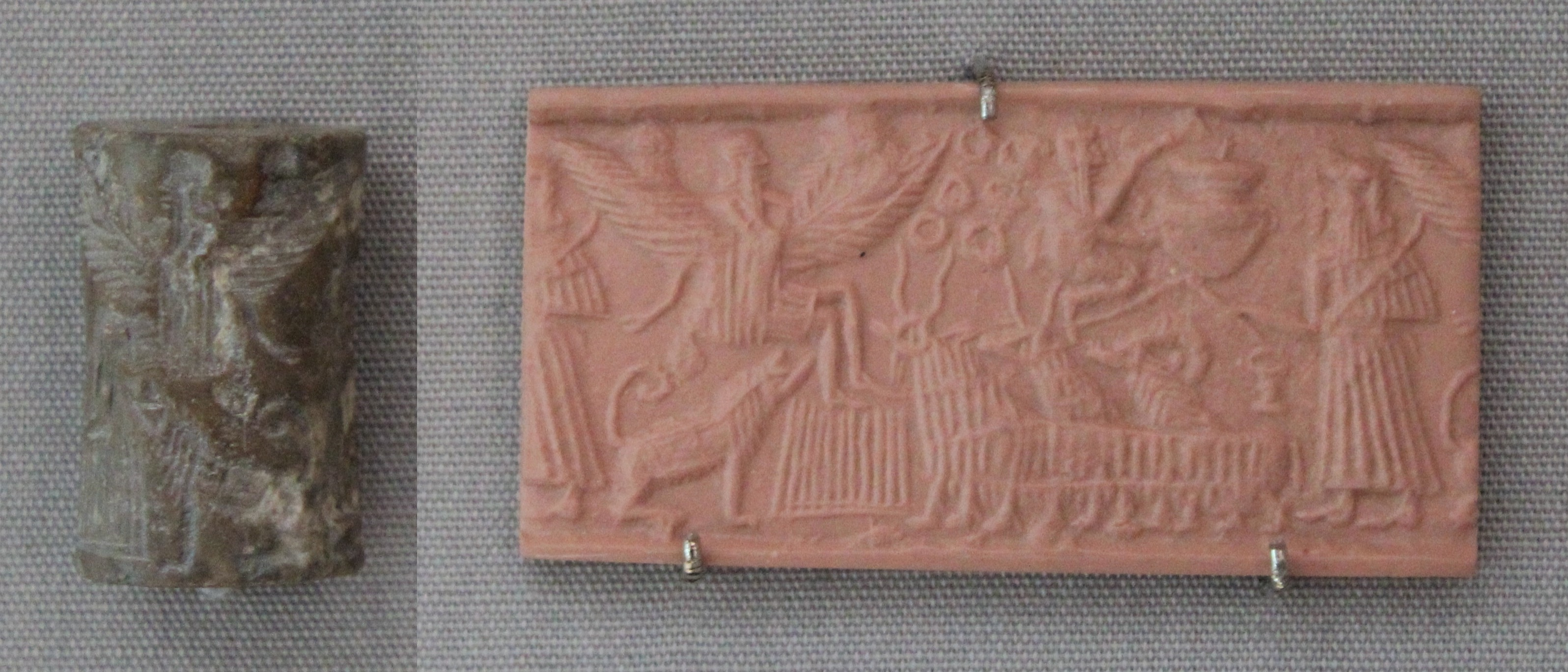
Sceau-cylindre avec impression représentant l'ascension d'Etana sur le dos de l'aigle, sous les yeux d'un pasteur et de son troupeau. Période d'Akkad (v. 2250 av. J.-C.). British Museum.

Le Mythe d'Etana est une légende sumérienne ayant pour personnage principal Etana, le roi de Kish, qui tente désespérément d'obtenir un fils pour lui succéder. Le texte est incomplet, et la fin est manquante.

## La légende
Des offrandes sont apportées régulièrement  au pied d'un arbre (un peuplier) sur une montagne où un aigle et un serpent se sont installés. Le serpent et l'aigle sont liés d'amitié. Mais le second se met à manger les enfants du premier. Le serpent va chercher conseil auprès de Utu, le dieu-soleil (Shamash en akkadien), qui lui dit de piéger l'aigle en se cachant dans le cadavre d'un bœuf, et d'attendre que le volatile s'approche, pour le capturer. C'est ce que le serpent fait, avant de jeter l'aigle dans un trou après l'avoir molesté pour l'empêcher de s'envoler, et il dépérit.
C'est alors qu'entre en scène Etana, le roi de Kish, qui désire ardemment un fils et sollicite le dieu à cet effet. Utu lui répond que la solution serait d'obtenir une « plante d'enfantement », qui se trouve au Ciel, là où résident les dieux. Pour se rendre dans ce lieu inaccessible aux mortels, il lui conseille de sortir l'aigle du trou et de le soigner : l'aigle l'aidera alors à trouver la plante. Dans un premier temps, l'aigle ne veut pas l'aider ; il ne cède qu'après qu'Etana l'ait longuement imploré.
Etana s'envole donc vers le Ciel sur le dos de l'aigle. Après un long vol, il ne voit plus la Terre, et s'approche du Ciel. Il trouve dans le Ciel la déesse de la féminité à qui il demande le don de la fertilité (« plante d'enfantement »). Celle-ci accepte. Avec le don de la fertilité, Etana s'assure le pouvoir de la succession patri-linéaire. La Liste royale sumérienne indique que Etana a eu un fils comme successeur.
Les recherches menée par l'archéologue italien Gabriele Rossi-Osmida au Turkmenistan, dans le désert de Karakoum, ont permis de reconstituer l'histoire d'Etana.